# Ревілья-де-Кольясос
Ревілья-де-Кольясос (ісп. Revilla de Collazos) — муніципалітет в Іспанії, у складі автономної спільноти Кастилія-і-Леон, у провінції Паленсія. Населення — 80 осіб (2010).
Муніципалітет розташований на відстані близько 260 км на північ від Мадрида, 70 км на північ від Паленсії.

## Демографія
Динаміка населення (INE ):